# Riu Bagoé
El Bagoé és un riu d'Àfrica occidental que travessa la Costa d'Ivori i el Mali. És un afluent fundacional del Bani pel costat dret i un sots-afluent del Niger.

## Geografia
Neix a la Costa d'Ivori, en el nord del país, prop de la ciutat de Boundiali. En aquesta regió, té dos afluents, el Palée i el Niangboué. La seva longitud és de més o menys 350 km. Des del seu naixement, flueix en direcció del nord, i travessa aviat la frontera amb Mali. Al Mali, conserva la seva orientació que el porta cap al nord, però s'inclina bruscament cap a l'est en el seu curs inferior. Conflueix pel costat dret amb el Baoulé o curs superior del riu Bani per donar naixement al Bani propi a l'altura de Koumara (a 2 km a l'est) i Nangola (a 10 km al nord-oest de la confluència).

## Hidrometria - Els cabdals a Pankourou
El cabal del riu ha estat observat durant 37 anys (1956-1992) a Pankourou, localitat situada no lluny de la seva confluència amb el Baoulé o alt Bani.
A Pankourou, el cabal anual mig o modul observat sobre aquest període fou de 170 m3/s per una conca vessant de més o menys 33 430 km², o sigui la quasi-totalitat d'aquesta última.
L'aigua fluïda en el conjunt de la conca arriba així a la xifra de 160 millimetres per any.
El Bagoé és un curs d'aigua prou abundant, però és força irregular i té llargs períodes de estiatge. Aquests estiatges són sovint extremadament severs; així el dèbit mig mensual observat l'abril no arribat més que a 2,4 m3/s, o sigui 300 vegades menys que el dèbit mig del mes de setembre. Sobre la durada d'observació de 37 anys, el cabal mensual minimal fou de 0 m3/s (riu completament a sec), mentre que el cabal mensual màxim s'elevava a 1.830 m3/s.